# 방용훈
방용훈(方容勳, 1952년 5월 5일 ~ 2021년 2월 18일)은 대한민국의 기업인이다. 경기도 의정부시 출신이며, 본관은 온양이다. 조선일보 회장을 역임한 방일영의 둘째 아들이기도 하다. 미국 오하이오 대학교를 졸업했고, 코리아나 호텔 대표이사 사장을 역임했다. 2021년 2월 18일 숙환으로 인해 사망했다. 호는 선보(宣普)이다.

## 이슈

### 배우장자연관련
배우 장자연의 사망과 관련하여 대검찰청 과거사진상조사단 조사를 받았다.

### 배우자 이미란 관련
배우자 이미란이 자살하게 된 경위에 관해 그와 그의 자녀가 연루된 것 아니냐는 의혹이 있으며, 2019년 3월 5일 MBC PD수첩이 관련 의혹을 집중 조명했다.